# Heidi (Musical)
Heidi ist ein 2018 uraufgeführtes Musical von Michael Schanze und Hans Dieter Schreeb, das auf den Kinderbüchern Heidi's Lehr- und Wanderjahre (1880) und Heidi kann brauchen, was es gelernt hat (1881) von Johanna Spyri basiert (siehe Heidi). Die Regie der Uraufführung übernahm Manfred Waba.

## Hintergrund
Die Erstaufführung des Musicals fand am 10. Oktober 2018 im MuseumsQuartier in Wien statt.
Einige der bekanntesten Musiktitel sind:
- Die große Welt (Heidi und Klara)
- Ich verlier' gleich die Geduld
- Die große Welt ist grenzenlos
- Ich hab dich und du hast mich (Heidi und Geißenpeter)

## Handlung
Heidis Tante Dete hat eine Anstellung im fernen Frankfurt bekommen und will sich diese Chance auf ein besseres Leben nicht durch ein Mündel an ihrem Rockzipfel nehmen lassen. Auch wenn sie ihrer sterbenden Schwester versprochen hat, sich um Heidi zu kümmern, jetzt passt die Vollwaise nicht mehr zu ihren Zukunftsplänen. Dete ist entschlossen das kleine, 8-jährige Mädchen bei ihrem Großvater, dem kauzigen Alm-Öhi, abzugeben.
Von Anfang an steht die Frage im Raum: Warum hat sich der alte Mann von den Menschen zurückgezogen und lebt hoch über dem Örtchen Maienfeld auf einer Alm? Heidi, unbeschwert und zu allen freundlich, gewöhnt sich schnell an die Umstellung und findet in Peter, der die Ziegen des Alm-Öhi versorgt, einen Spielkameraden und guten Freund.
Ganz vergessen hat die Tante in Frankfurt Heidi nicht. Sie schlägt sie als Spielkameradin für die im Rollstuhl sitzende Klara vor. Klara, die Tochter des reichen Bankiers Sesemann, führt durch ihre Behinderung ein sehr einsames Leben. Dem Vorschlag der Tante wird entsprochen. Peter und der Großvater wollen sie nicht gehen lassen, aber wieder wird Heidi aus ihrem Leben gerissen und aus ihrer liebgewonnenen Umgebung in die Großstadt gebracht.
Dank ihrer positiven Lebenseinstellung findet sich Heidi mit der neuen Situation in Frankfurt ab und freundet sich schnell mit Klara an. Unter dem strengen Regime der Gouvernante, Frl. Rottenmeier, wird sie gemeinsam mit Klara vom Hauslehrer unterrichtet, und macht rasch Fortschritte. Während Klara in dieser Zeit immer mehr aufblüht, „verblüht“ Heidi immer mehr. Immer stärker leidet ihre Seele unter der Trennung von ihrem geliebten Großvater. Nicht zuletzt vermisst sie auch „ihren“ Peter und die Berge – so sehr, dass sie, nachts schlafwandelnd, gefährliche Ausflüge auf das Dach unternimmt. Dr. Clasen, der Arzt der Familie, muss feststellen, dass diese Sehnsucht immer mehr und immer gravierender an ihrer Gesundheit zehrt. Obwohl jeder sehen kann, wie gut Heidis Gesellschaft seiner Tochter tut, erklärt sich Vater Sesemann einverstanden, Heidi zurück in die Berge und auf die Alm zu schicken. Eine Welt bricht für Klara zusammen.
Zurück in der Schweiz erholt sich Heidi zusehends. Klaras Gesundheitszustand gibt jedoch Anlass zu großer Sorge. Ihre Familie beschließt, Heidi zu besuchen. Tatsächlich geht es Klara in den Bergen und vor allem bei ihrer Freundin Heidi viel besser. Während sie in Frankfurt von allem ferngehalten wurde, verbringen die beiden besten Freundinnen ihre Zeit am liebsten bei Wind und Wetter draußen in der Natur, schlafen gemeinsam im Heu, und es geschieht, was niemand mehr für möglich hielt:
Klara macht ihre ersten Schritte….

## Besetzung der Uraufführung
- Heidi: Vanessa Zips / Veronika Rivo
- Alm-Öhi: Uwe Kröger
- Frl. Rottenmaier: Maya Hakvoort / Carmen Wiederstein
- Hr. Sesemann / Bürgermeister: Alfons Haider / Christoph Apfelbeck
- Klara: Rebecca Soumagné
- Tinette: Katrin Fuchs
- Studienrat Dr. Clarsen: Klaus Brantzen
- Sebastian: Nicolas Huart
- Geißenpeter: Stephan Luethy / David Schuler
- Köchin / Barbel: Isabell Pannagl
- Pfarrer: Gerhard Karzel
- Großmutter: Inez Timmer
- Dete: Daniela Sandhofer / Sascha Ahrens
- Hr. Kandidat: Frank Brunet
- Ensemble

| Ort  | Spielzeit | Heidi        | Alm-Öhi    | Frl. Rottenmaier |
| ---- | --------- | ------------ | ---------- | ---------------- |
| Wien | 2018      | Vanessa Zips | Uwe Kröger | Maya Hakvoort    |